# Karl 14. Johans statsråd (1818–1840)
Karl 14. Johans første statsråd var Sveriges Regering under Karl 14. Johan af Sverige fra 1818 til 1840.
Kongen var regeringschef, mens udenrigsstatsministeren og justitsstatsministeren fungerede som vicestatsministre. 

## Justitsstatsministre
- Fredrik Gyllenborg (1810-1829)
- Mathias Rosenblad (1829-1840)

## Udenrigsstatsministre
- Lars von Engeström (1809-1824)
- Gustaf af Wetterstedt (1824-1837)
- Gustaf Algernon Stierneld (1838-1842)

## Sveriges konsultative statsråd
- Adolf Göran Mörner (1815-1838)
- David von Schulzenheim (1838-1840)
- Anders Fredrik Skjöldebrand (1815-1828)
- Pehr Gustaf af Ugglas (1828-1831)
- Gabriel Poppius (1833-1836)
- Carl Gustaf Hård (1836-1840)
- Carl Lagerbring (1812-1822)
- Carl Axel Löwenhielm (1822-1839)
- Johan Lagerbielke (1839-1840)
- Claes Adolph Fleming (1810-1824)
- Gustaf Fredrik Wirsén (1824-1827)
- Carl Johan af Nordin (1828-1831)
- Gustaf Lagerbielke (1831-1837)
- Carl Henrik Gyllenhaal (1837-1840)
- Bror Cederström (1840)
- Olof Rudolf Cederström (1815-1828)
- Hans Niclas Schwan (1828-1829)
- Erik Reinhold Adelswärd (1829-1840)
- Olof Immanuel Fåhraeus (1840)
- Mathias Rosenblad (1809-1829)
- Gustaf Fredrik Åkerhielm (1831-1840)

## Hovkansler
- Gustaf af Wetterstedt (1809-1824), født i Finland
- David von Schulzenheim (1825-1838)
- August von Hartmansdorff (1838)
- Albrecht Elof Ihre (1838-1840)

## Statssekretærer
Statssekretær for Ecklesiastikexpeditionen
- Nils von Rosenstein (1809-1822)
- Anders Carlsson af Kullberg (1822-1831)
- August von Hartmansdorff (1831-1838)
- Christoffer Isac Heurlin (1838-1840)

Statssekretær for Handels- och finansexpeditionen
- Carl Peter af Klinteberg (1817-1821)
- Carl David Skogman (1821-1838), født i Finland
- Sven Munthe (1838-1840)

Statssekretær for Kammarexpeditionen (Erhvervs- og kommunalministeriet)
- Casper Wilhelm Michael Ehrenborgh (1817-1820)
- Magnus Georg Danckwardt (1820-1838)
- Georg Ulfsparre af Broxvik (1838-1840)

Statssekretær for Krigsexpeditionen
- Gustaf Fredrik Wirsén (1812-1818)
- Bernhard Christofer Quiding (1818-1824)
- Lars Arnell (1824-1825)
- Carl Johan af Nordin (1825-1828)
- Gustaf Peyron (1828)
- Johan Nordenfalk (1828-1831)
- Carl Gabriel Grip (1831-1840)